# Гербы районов Липецкой области
Список гербов Липецкой области.

## Гербы городских округов
| Герб | Наименование | Дата утверждения      | Номер в ГГР |
| ---- | ------------ | --------------------- | ----------- |
|      | Герб Липецка | 3 октября 1996 года   | 131         |
|      | Герб Ельца   | 28 сентября 2004 года | 1603        |

## Гербы муниципальных районов
| Герб | Наименование                 | Дата утверждения                     | Номер в ГГР |
| ---- | ---------------------------- | ------------------------------------ | ----------- |
|      | Герб Воловского района       | 3 августа 2004 года                  | 1537        |
|      | Герб Грязинского района      | 16 февраля 2005 года                 | 1804        |
|      | Герб Данковского района      | 25 марта 2005 года                   | 1869        |
|      | Герб Добринского района      | 3 августа 2004 года                  | 1533        |
|      | Герб Добровского района      | 14 апреля 2004 года                  | 1446        |
|      | Герб Долгоруковского района  | 25 декабря 2003 года                 | 1399        |
|      | Герб Елецкого района         | 13 октября 2004 года                 | 1605        |
|      | Герб Задонского района       | 9 января 2004 года                   | 1394        |
|      | Герб Измалковского района    | 30 июля 2004 года; 31 июля 2019 года | 1528        |
|      | Герб Краснинского района     | 20 мая 2004 года                     | 1460        |
|      | Герб Лебедянского района     | 25 ноября 2003 года                  | 1387        |
|      | Герб Лев-Толстовского района | 3 сентября 2003 года                 | 1290        |
|      | Герб Липецкого района        | 26 октября 2004 года                 | 1609        |
|      | Герб Становлянского района   | 5 августа 2003 года                  | 1278        |
|      | Герб Тербунского района      | 5 мая 2004 года                      | 1468        |
|      | Герб Усманского района       | 3 февраля 2004 года                  | 1391        |
|      | Герб Хлевенского района      | 2 апреля 2004 года                   | 1450        |
|      | Герб Чаплыгинского района    | 22 декабря 2004 года                 | 1775        |

## Региональное законодательство о гербе
Гербы районов Липецкой области, в соответствии с Законом Липецкой области от 21.07.2003 № 60-ОЗ «О гербе и флаге Липецкой области», могут воспроизводиться в двух равнодопустимых версиях:
— без вольной части;
— с вольной частью — четырёхугольником, примыкающим изнутри к верхнему краю герба Липецкого района с воспроизведёнными в нем фигурами из гербового щита области.